# Kamienica przy ulicy Krupniczej 11 we Wrocławiu
Kamienica przy ulicy Krupniczej 11 – zabytkowa kamienica we Wrocławiu, przy ulicy krupniczej.

## Historia kamienicy
Kamienica została wzniesiona w kwartale rozciągającym się pomiędzy ulicami Pawła Włodkowica, Krupniczą i św. Antoniego. Kwartał, od XVII wieku zajmował zespół budynków funkcjonalnie służący ludności żydowskiej, głównie przyjezdnym kupcom. Znajdowały się tu dwukondygnacyjne szachulcowe domy z zajazdami, wozowniami i stajniami na parterze oraz składnice towarów i bożnice. Na piętrach znajdowały się małe pomieszczenia mieszkalne, w których mieszkali szamesi będący oficjalnymi przedstawicielami kupców żydowskich. W nocy z 20 na 21 czerwca 1749 doszło do katastrofy - piorun uderzył w basztę stojącą w pobliżu, przy dzisiejszej ul. Włodkowica. W jej wnętrzu znajdowało się dwa tysiące beczek prochu, które eksplodowały, znosząc z powierzchni ziemi okoliczną zabudowę, w tym drewniane domy przy Graupenstraße (dzisiejszej Krupniczej). Po tej katastrofie na miejscu zniszczonych wybudowano nowe domy. W latach 1840–1860 kamienice w zachodniej pierzei ulicy zostały poddane przebudowie w związku z modernizacją okolicy: nową zabudową pl. Wolności, otwarciem dworca Świebodzkiego, Królewskiego Sądu, oraz Nowej Giełdy. Powstałe wówczas obszerne, najczęściej dwutraktowe kamienice, reprezentują wczesną fazę historyzmu od form klasycystycznych poprzez neorenesans do neogotyckich.
Kamienica na działce nr 11 została wzniesiona w 1858 roku (wg. Agnieszki Zabłockiej-Kos) lub w 1877roku według projekty firmy projektowej Oesterling i Hentschel. Pierwotnie cały parter zajmował jeden lokal sklepowy. Wejście na wyższe kondygnacje prowadziło przez sień do której dostęp był z tylnej części budynku. W 1887 roku budynek został przebudowany. Wykonano wówczas sień przelotową łącząc ją z ulicą i dzieląc pomieszczenie sklepowe na dwa mniejsze z zapleczem. W 1897 roku do budynku dołączono kanalizację i wodociąg. W 1930 roku ponownie przebudowano część parterową; z części zaplecza wydzielono osobne mieszkanie.
W początkach XX wieku, w południowej części budynku znajdowała się restauracja, której właścicielem w 1903 roku był Lachmann a następnie pod nazwą "Zum neuen Gerichtskretscham" prowadził ją do 1914 roku Fritz Eschbeck; od 1915 R.Ulraum.

## Opis architektoniczny
Kamienica została wzniesiona jako czterokondygnacyjny budynek dwutraktowy z cegły, podpiwniczony, o pięcioosiowej fasadzie zakończonej dwuspadowym dachem i niewielkim nachyleniu. Stropy nad pomieszczeniami piwnicznymi odcinkowe na stalowych legarach, na wyższych kondygnacjach drewniane. Komunikację między piętrami zapewnia dwubiegowa ze spocznikami klatka schodowa z kamiennymi stopniami z szarego piaskowca i z drewnianymi stopnicami oraz drewnianą poręczą.
Pięcioosiowa elewacja ma wyraźnie zaakcentowane podziały poziome gzymsami międzykondygnacyjnymi. Część powyżej parteru jest w całości boniowana. Przed przebudową w 1887 roku wszystkie okna były przesklepione łukiem pełnym; po przebudowie oknom parteru nadano prostokątny kształt. Wszystkie pozostałe okna są dwuskrzydłowe z profilowanymi opaskami, w formie naśladują biforium. Okna na drugiej i trzeciej kondygnacji umieszczone zostały na gzymsach, zwieńczone są półkoliście, w kluczu udekorowane są kwiatonami. Okna ostatniej kondygnacji umieszczone zostały na gzymsie odcinkowym. Nad oknami I i III piętra znajdują się półkoliste obdasznice połączone ze sobą w jeden ciąg prostymi odcinkami. Elewacje wieńczy mocno zaznaczony geison podparty rytmem profilowanych kroksztynów. Tylna elewacja jest gładko otynkowana i pozbawiona ozdób.

## Po 1945
Kamienica przetrwała działania wojenne w 1945 roku. W 1958 roku wyremontowano część parterową. W latach 2007–2009 przeprowadzono gruntowny remont pierzei zachodniej.